# North Decatur, Georgia
North Decatur är en ort (CDP) i DeKalb County, i delstaten Georgia, USA. Enligt United States Census Bureau har orten en folkmängd på 16 698 invånare (2010) och en landarea på 12,9 km².